# Welcome Back (陳慧嫻專輯)
《Welcome Back》是香港歌手陳慧嫻第十張粵語專輯，於1995年2月15日由寶麗金發行。是她學成歸來香港樂壇第一張唱片，成績非常理想，榮獲四白金唱片銷量，連續六星期登上IFPI唱片銷量榜冠軍，合共七星期冠軍。陳慧嫻本人亦正式回港為唱片歌曲宣傳，人氣高企，專輯內的冠軍主打《戀戀風塵》、《今天夜裡總下雨》及《留戀》皆流行一時；另亦特別收錄《今天的愛人是誰》及把《Let's Get Married》翻唱成廣東版《從來是一對》 。

## 曲目
| 曲序 | 曲目           |        | 作曲           | 编曲   | 备注                                                                                          |
| ---- | -------------- | ------ | -------------- | ------ | --------------------------------------------------------------------------------------------- |
| 1.   | 從來是一對     | 雨言   | 竹內瑪莉亞     | 趙增熹 | 英語版本為《Let's Get Married》 改編自竹内瑪利亞的《本気でオンリーユー（Let's Get Married）》 |
| 2.   | 還是喜歡看你   | 陳少琪 | 趙增熹         | 趙增熹 |                                                                                               |
| 3.   | 留戀           | 劉卓輝 | Dan Fogelberg  | 趙增熹 | 第三主打 改編自Dan Fogelberg的《The Minstrel》                                                |
| 4.   | 不清晰的戀愛   | 周禮茂 | 尾關昌也       | 歐丁玉 | 改編自工藤静香的《JAGUAR LINE》                                                               |
| 5.   | 今天夜裡總下雨 | 陳少琪 | Martin Kennedy | 蘇德華 | 第二主打 改編自Yosefa的《Lullaby》                                                            |
| 6.   | 不想你，還想你 | 林振強 | 梁文福         | 蘇德華 | 改編自洪劭軒的《秋心賦》                                                                      |
| 7.   | 今天的愛人是誰 | 潘源良 | 松田良         | 歐丁玉 | 重新收錄 改編自高橋真梨子的《そっと…Loving'you》                                              |
| 8.   | 戀戀風塵       | 劉卓輝 | 中島美雪       | 趙增熹 | 第一主打 改編自中島美雪的《捨てるほどの愛でいいから》 國語版本為《戀戀風塵》                  |
| 9.   | 拋拋           | 周禮茂 | 林田健司       | 唐奕聰 | 改編自林田建司的《青いイナズマ（藍色的閃電）》                                                |
| 10.  | 放不開你放下我 | 潘源良 | Diane Warren   | 劉諾生 | 改編自Exposé的《I'll Never Get Over You Getting Over Me》                                     |
| 11.  | 還是告別吧     | 林志美 | 劉諾生         | 劉諾生 |                                                                                               |

## 發行版本
- 首版CD
- 《從頭認識》版：《從頭認識》是將陳慧嫻在寶麗金前12張粵語大碟捆綁發售，2002年6月19日。
- 傳奇版：加4首歌，2005年12月14日。
- LPCD版：2010年3月1日。
- K2HD版：2015年10月26日。
- SACD版：隨《頭號女神大盛期 SACD Collection Box Set》捆綁發售，2016年8月3日。
- SHM-SACD版：2020年7月22日。
- 日本唱片復刻版：隨《最終幻想：陳慧嫻日本唱片誌》Boxset捆綁發售，2021年7月28日。

## 音樂錄影帶
- 戀戀風塵
- 今天夜裡總下雨
- 留戀
- 今天的愛人是誰
- 從來是一對

## 獎項
- 1995年度TVB勁歌金曲第一季季選－得獎歌曲《戀戀風塵》
- 1995年度TVB勁歌金曲第二季季選－得獎歌曲《留戀》